# Film positif
On dit d'une pellicule qu'elle est positive dans le langage cinématographique et photographique lorsqu'elle n'est qu'une copie obtenue après tirage d'une pellicule négative. Sur ce nouveau tirage, on remarque les ombres et lumières réels, provenant de la scène observée, contrairement au négatif, qui inverse toutes les couleurs. La copie positive est munie d'une bande son au cinéma, pour pouvoir être exploitée en salle.